# Нордостринг

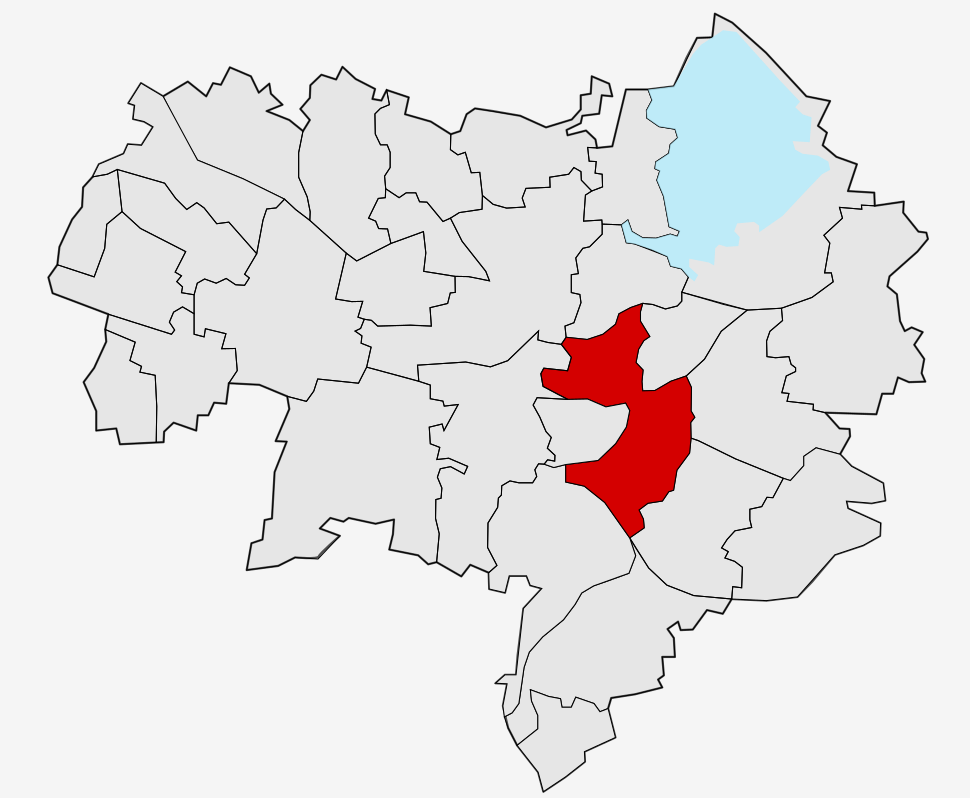
Нордостринг на городской карте Баутцена

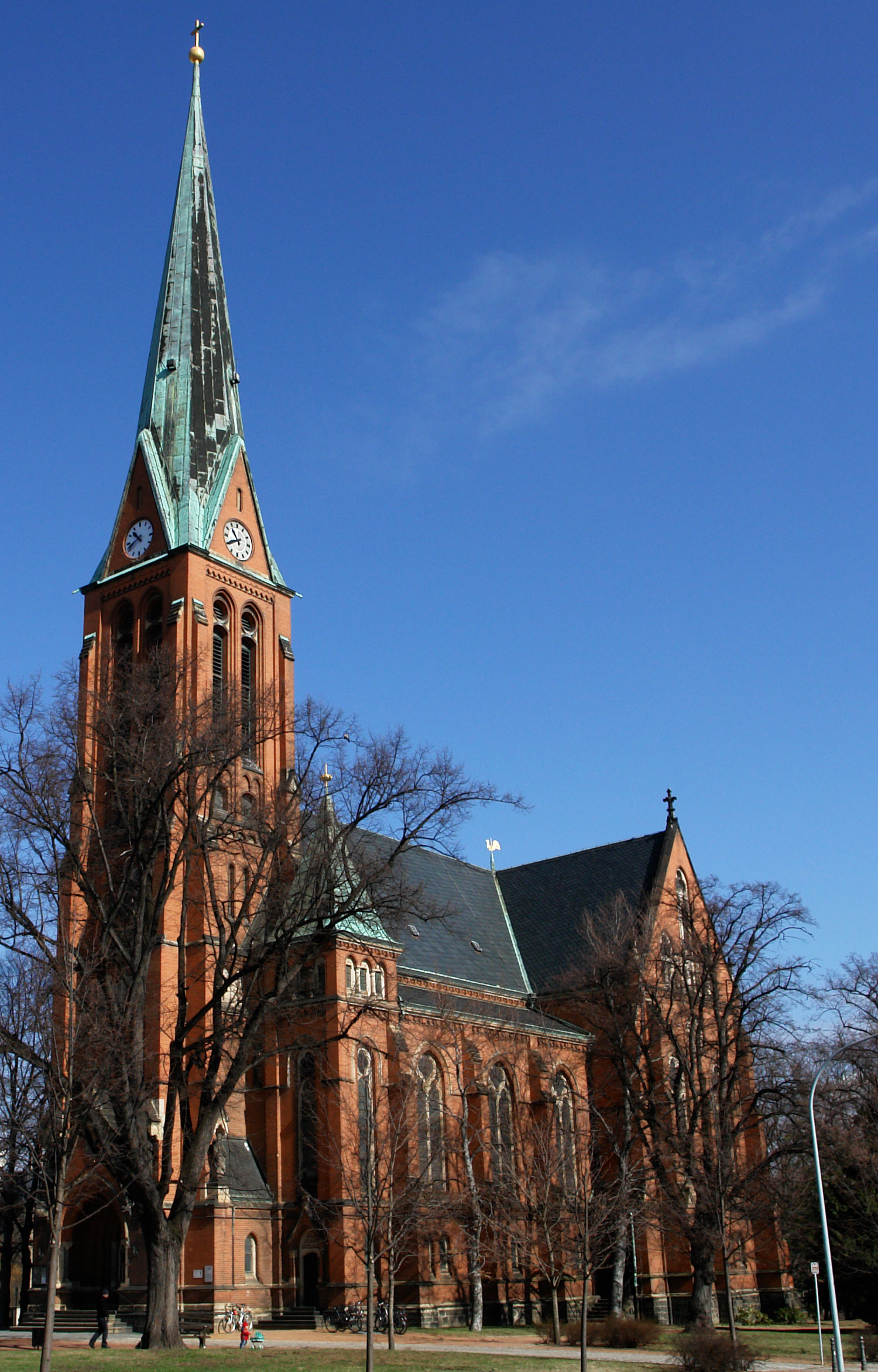
Церковь святых Марии и Марты

Но́рдостринг или Се́верову́ходны-Во́бкруг (нем. Nordostring; в.-луж. Sewjerowuchodny wobkruhо файле) — район исторического центра Баутцена, Германия. Самый большой по численности населения городской район.

## География
На севере Северовуходны-Вобкруг граничит с районами Чихоньца и Стровотна-Студня. На востоке район граничит по улице Thomas-Müntzer-Straße с районом Наджанецы и по улице Stieberstraße — с районом Вуходне-Пшедместо. Железнодорожная линия Баутцен-Гёрлиц образует южную границу с районом Южне-Пшедместо. На западе граничит со старым городом и на северо-западе — с районом Западне-Пшедместо.
До 2006 года район назывался как «Stadtmitte» (Srjedź města). В 2006 году после административно-территориальной реформы несколько земельных участков на юге района Стровотна-Студня были переданы району Северовуходны-Вобкруг и район приобрёл современное наименование.

## Население
По состоянию на 31 декабря 2020 года численность населения района составляла 10345 человек, что составляет более четверти всего населения Баутцена.
В районной топонимике, помимо немецкого языка, также широко используется верхнелужицкий язык.
В настоящее время Баутцен входит в состав культурно-территориальной автономии «Лужицкая поселенческая область», на территории которой действуют законодательные акты земель Саксонии и Бранденбурга, содействующие сохранению лужицких языков и культуры лужичан.

## Инфраструктура
Район является центром городского транспортного сообщения. На его территории находится междугородний автовокзал и вокзал, от которого отходят железнодорожные линии на восток в сторону Гёрлица и на запад — в сторону Хойерсверды.
По району с северо-востока на юго-запад проход автомобильная дорога B156 и с востока на запад — по улице Löbauer Straße с выходом на мост «Фриденбрюкке» автомобильная дорога Бундесштрассе 96.
Для большей части района характерна одноэтажная застройка в виде вилл с частными земельными участками с умеренной плотностью населения. Начиная с XIX века в границах современных улиц Wallstraße (Walska) на северо-западе до Stieberstraße (Stieberowa) на юго-востоке и Löbauer Straße (Lubijska) на севере до Jägerstraße (Jägerowa) на юге селились состоятельные горожане, в связи с чем район отличается высоким уровнем жизни. На востоке района по улицам Bertolt-Brecht-Straße и Johannes-R.-Becher-Straße находится многоэтажная застройка 1960-х годов времён ГДР.
На территории района находятся Серболужицкий институт и Серболужицкая гимназия.

## Значимые объекты
- Тухорское кладбище
- Лютеранский храм святых Марии и Марты
- Мемориальный комплекс жертв политической тирании